# كارل يوهان تورنبرج
كارل يوهان تورنبرج (بالسويدية: Carl Johan Tornberg)‏ (1807 - 1877 م) هو مستشرق سويدي، برز في علم النقود العربية والتاريخ الإسلامي. حقق ونشر كتاب الكامل في التاريخ لابن الأثير.